# Anders Oddli
Anders Oddli (* 22. April 1994 in Orkdal) ist ein ehemaliger norwegischer Radsportler.

## Sportliche Laufbahn
Bis einschließlich 2020 errang Anders Oddli insgesamt 17 norwegische Meistertitel auf der Bahn. In Norwegen gibt es seit 1946 keine Hallen-Radrennbahn mehr, weshalb die Trainingsmöglichkeiten in Oddlis Heimatland stark eingeschränkt sind. Die Sportler müssen zum Training ins Ausland ausweichen, ebenso die Meisterschaften. So wurden die Meisterschaften in den letzten Jahren außerhalb des Landes ausgetragen, 2017 etwa in der Thorvald Ellegaard Arena im dänischen Odense.
Bei den Bahnradsport-Europameisterschaften 2017 in Berlin belegte Oddli im Punktefahren Platz neun und im Scratch Platz fünf. 2020 wurde er Vierter der norwegischen Straßenmeisterschaft. Ende 2022 beendete er seine sportliche Laufbahn. Insgesamt wurde er 18-mal nationaler Meister auf der Bahn.

## Erfolge

### Bahn
2016
- Norwegischer Meister – 1000-Meter-Zeitfahren, Keirin, Einerverfolgung, Omnium, Punktefahren, Scratch

2017
- Norwegischer Meister – 1000-Meter-Zeitfahren, Ausscheidungsfahren, Einerverfolgung, Omnium, Punktefahren, Scratch

2018
- Norwegischer Meister – 1000-Meter-Zeitfahren, Omnium, Scratch, Punktefahren, Einerverfolgung

2022
- Norwegischer Meister – Scratch